# 上林貞治郎
上林 貞治郎（かんばやし ていじろう、1908年（明治41年）12月16日 - 2001年（平成13年）4月14日）は、日本の経済学者。半世紀を超える大学での教育活動や多くの著書を通じ、一貫して科学的社会主義の立場を貫徹し、学生や労働者に大きな影響を与えた。経済学博士。

## 生涯
1908年、大阪府堺市熊野の由緒ある商家に父・栄吉と母・コウの長男として生まれる。
堺市立熊野小学校、大阪市立第一商業学校（のちの天王寺商業）、大阪高等商業学校（のちの大阪商科大学高商部）を経て、1932年、大阪商科大学第一期生として、首席で同大学を卒業。
1932年、大阪商科大学大学院に入学。1933年に同大学副手となり、助手、講師嘱託を経て、 1939年に高商部教授、 1941年に助教授へと昇進した。この間、日中戦争（1937年）の前夜に科学的社会主義の立場に到達した。
1942年以降、先進的学生数名を集めて極秘裏にマルクス主義研究会を組織し、帝国主義侵略戦争反対の研究と普及の活動を開始した。これをきっかけに、参加者合計100名近くに達する多数の非合法研究会が生まれ、大阪商大は第二次大戦中、最も大きな反戦地帯の一つに成長した。
1943年3月以降、治安維持法違反のかどによる弾圧が始まり、同年5月逮捕され（世にいう大阪商大事件）以後2年半にわたって拘禁された。この間に、自宅は空襲で消失、実弟はフィリピンで、義弟は日本海で、さらに2人の従兄弟はビルマと中国で戦死した。
1945年10月、治安維持法廃止の占領軍指令に基づいて釈放され、大学へ復帰した。それ以後、大阪商大教授、新制大阪市立大学（大阪商大の後身）教授、経済学博士となり、同大学院も担当した。
1960年にはフランス、ドイツ、ソ連へ在外研究員として出張。パリ、ミュンスター、モスクワ、ベルリンでの各種国際学術会議に出席。1971年には日本経営学会理事会の推薦で日本学術会議経営学研究連絡委員として、スイスのサガン・カレン大学における国際経営学大会に出席。堪能な語学力を駆使して報告を行なった。
1972年大阪市立大学定年退職後は、専修大学経営学部教授、大阪経済法科大学客員教授を務めた。
大学・学会以外でも、日本科学者会議、関西勤労者教育教会、勤労者通信大学、日本チェコスロバキア協会、日中友好協会、日朝協会、大阪平和を守る会、憲法改悪阻止大阪府各界連絡会議など多くの民主団体に関係し、その活動に関与した。とりわけ、日本ドイツ民主共和国友好協会に心血を注ぎ、同会副会長、同会大阪支部会長、などを務め、私財も投じて運動の発展、印刷物の作成・配布に尽くした。
晩年は、住みよい堺市をつくる会（代表委員）、日本共産党大阪府第5区後援会（会長）を始め、堺の文化をそだてる市民の会、いずみ親子劇場、大阪保育・学童保育専門学院、泉州看護専門学校、新協建設友の会（会長）など、地域の運動に力を傾けた。

## 年譜
- 1908年 - 大阪府堺市に生まれる。
- 1921年 - 大阪市立第一商業学校卒業。
- 1929年 - 大阪高等商業学校卒業。
- 1932年 - 大阪商科大学卒業、同大学院入学。
- 1933年 - 同大学副手。
- 1935年 - 同大学助手。
- 1936年 - 同大学講師嘱託。
- 1939年 - 同大学高商部教授。
- 1941年 - 同大学助教授。
- 1946年 - 同大学教授。
- 1949年 - 大阪市立大学教授（商学部勤務）。
- 1952年 - 経済学博士。
- 1972年 - 大阪市立大学定年退職。
- 1974年 - 専修大学教授。
- 1983年 - 大阪経済法科大学教授。
- 1983年 - 大阪経済法律学園監事。
- 2001年 - 死去。

## 代表的著書
- 『企業及政策の理論』（伊藤書店、1943年）
- 『生産技術論』（三笠書房、1951年）
- 『日本工業発達史論』（学生書房、1953年）
- 『現代企業における資本・経営・技術』（森山書店、1958年）
- 『ドイツ社会主義の成立過程』（ミネルヴァ書房、1969年）
- 『経営史の研究』栗田真造、井上忠勝、笹川儀三郎と共著（ミネルヴァ書房、1969年）
- 『大阪商大事件の真相；大阪市大で何が起こったか』（日本機関紙出版センター、1986年）
- 『ドイツ反ファシズム抵抗運動史』（大阪経法大出版局、1989年）
- 『企業・経営の史的展開』笹川儀三郎と共同編著（ミネルヴァ書房、1989年）
- 『西ドイツ国家独占資本主義と労働者階級』平野義太郎と共同編著 (大月書店、1970年)